# 勝利式主力戰車
勝利式主力戰車（印度語：विजयंता，IAST轉寫：Vijayanta，英語：Victorious）是英國授權印度生產的維克斯主力戰車。勝利式戰車是印度陸軍中第一種由印度本土自行生產的坦克。該戰車的原型車於1963年完成，並於1965年進入量產。最初的90輛勝利式戰車是英國製造的，後續的量產作業則轉交由位於印度阿瓦迪的重型車輛工廠進行；量產作業一直持續到1983年為止，總計生產了2200輛勝利式戰車。在勝利式戰車退役後，數輛該款戰車的車體被改裝為其他用途，例如改裝為自走炮。勝利式戰車在印度陸軍中的位置後來被蘇聯的T-72M1坦克取代。

## 升級改裝
70輛勝利式1型戰車（英語：Vijayanta Mark 1）安裝了SFCS 600型射控系統；另有70項可選升級未被安裝。稍後的「野牛」計畫更企圖為勝利式戰車安裝額外的裝甲（與阿瓊主力戰車同款的「坎昌」陶瓷複合裝甲）、一具新的引擎（T-72坦克使用的V-84引擎，可輸出780匹馬力）、一套新的射控系統（SUV-T55A射控系統），以及一款陸上導航系統等。原先在野牛計畫的設定下，將有約1100輛勝利式戰車會接受升級改裝，但最終卻僅升級了少數幾輛。其他勝利式戰車的型號包括：
- 勝利式1A型：擁有印度電子AL 4420戰車射控系統、改良式瞄具以及炮口基準裝置。
- 勝利式1B型：裝有AL 4421戰車射控系統、英國巴爾與史特勞德（英語：Barr & Stroud）戰車雷射瞄具以及一具用以增加首發命中率的彈道計算電腦。
- 勝利式1C型與勝利式2型：最終的升級型號。

勝利式戰車於2008年自印度陸軍中除役（1997年時印度陸軍便已決定將296輛勝利式1A早期型戰車退役）。1997年時，印度陸軍曾計畫要將勝利式戰車「再升級」，但該計畫最終不了了之。1999年至2000年之間，由於勝利式戰車的除役已成定局，因此印度陸軍便不再為該款戰車實施任何檢修。而勝利式戰車的備用零件生產作業則於1989年終止。

## 衍生型號

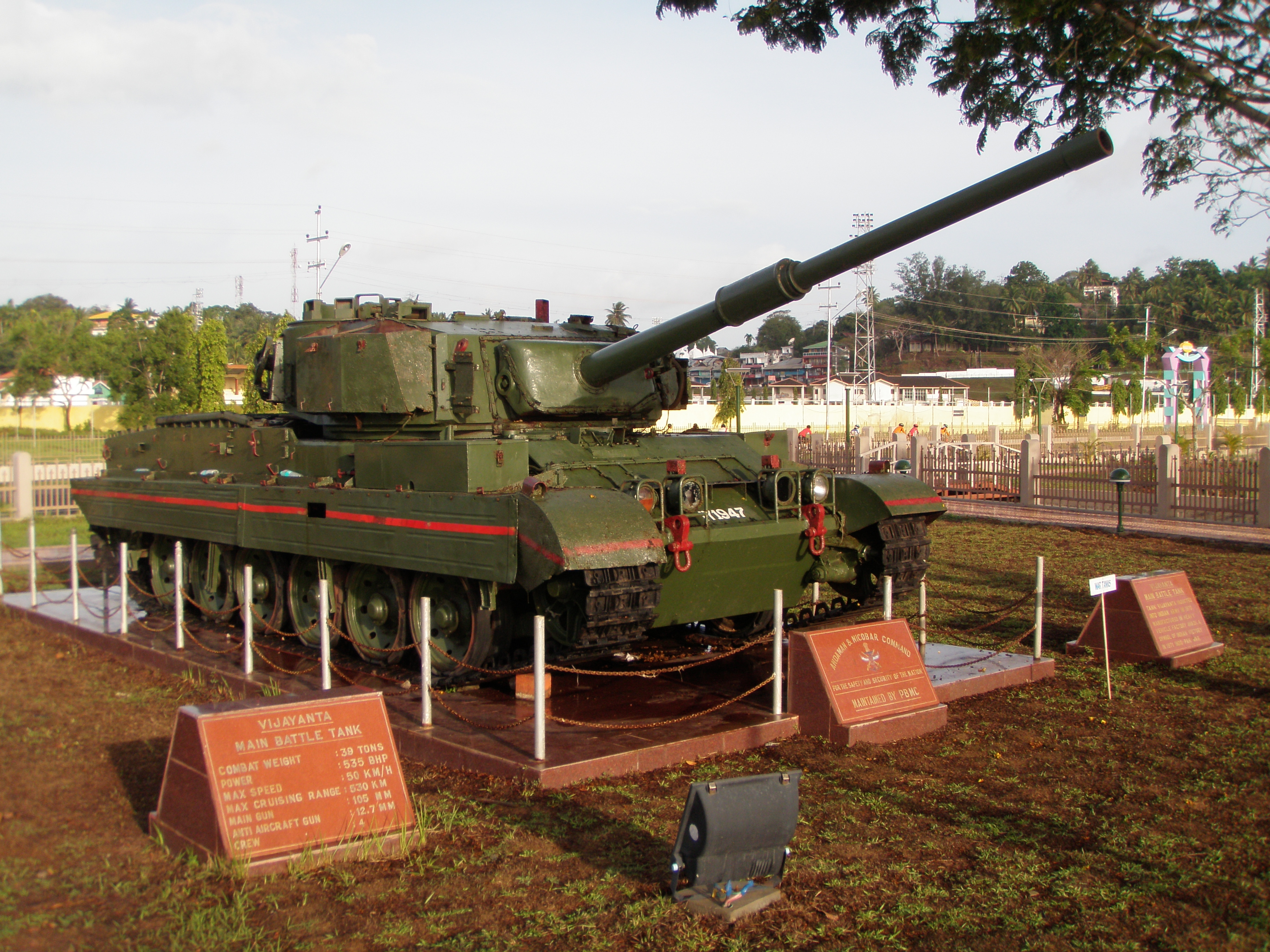
於布萊爾港進行靜態展示的勝利式主力戰車。

- M-46「投石機」自走炮——一門俄國的M-46野戰炮被安裝於一個加長的勝利式戰車底盤上。火炮四周有裝甲保護，但為開頂式設計。[9]
- 勝利式裝甲回收車——這款裝甲回收車是以勝利式戰車的底盤為基礎打造的。該回收車的設計經過優化，以將總重維持在40噸以下，從而達到更佳的回收能力。勝利式裝甲回收車可以吊起重達10噸的物體，並可以拖動重25噸的車輛。印度陸軍大約採購了200輛這種回收車，用以取代過時的雪曼裝甲回收車以及百夫長裝甲回收車。

## 外部連結
- Vijayanta @ Bharat-Rakshak.com
- Vijayanta @ GlobalSecurity.org （页面存档备份，存于）